# Markea uniflora
Markea uniflora là loài thực vật có hoa trong họ Cà. Loài này được Lundell mô tả khoa học đầu tiên năm 1939.